# Bart Palaszewski
Bart K. Palaszewski (Varsavia, 30 maggio 1983) è un ex lottatore di arti marziali miste polacco naturalizzato statunitense, prevalentemente attivo nella divisione dei pesi piuma.
Pur non avendo mai vinto un titolo se non quello di squadra nel 2006 con i Quad Cities Silverbacks nell'IFL, Palaszewski militò nelle più prestigiose organizzazione di arti marziali miste degli Stati Uniti quali UFC e WEC, e sempre come uno dei lottatori di punta.
È un atleta navigato e all'età di 28 anni aveva già più di 50 incontri da professionista alle spalle.
Si ritirò nel 2014 a soli 30 anni di età con un record di 36 vittorie e 17 sconfitte, 1-3 in UFC.

## Carriera nelle arti marziali miste

### Inizi
Immigrato da giovanissimo negli Stati Uniti, Palaszewski vide crescere la propria passione per le arti marziali miste quando ancora non aveva chiaro che professione avrebbe intrapreso.
Esordì come professionista nel 2002 all'età di 18 anni contro un giovane Cole Escovedo, futuro campione WEC.
L'inizio fu un disastro e Palaszewski perse i suoi primi quattro incontri.
Nel 2003 si riprese ed inanellò ben otto vittorie consecutive, compresi un successo nella franchigia statunitense della Shooto e un successo nella SuperBrawl.
Lotta fino al 2006 in leghe minori con alti e bassi: in uno degli incontri venne sconfitto dalla futura stella dell'UFC Clay Guida.

### International Fight League
Palaszewski entra nell'IFL a 22 anni con un record personale di 21-7.
L'IFL era una lega organizzata in squadre di lottatori, e Palaszewski combatté per i Quad Cities Silverbacks dell'area metropolitana Quad Cities, al tempo campioni in carica.
In quella stagione i Silverbacks erano allenati dalla leggenda dell'UFC Pat Miletich e in rosa vantavano Rory Markham, Ryan McGivern, Mike Ciesnolevicz e Ben Rothwell.
I cinque vinsero il campionato 2006 e Palaszewski fu assoluto protagonista della vittoria, terminando il campionato imbattuto con un record di 5-0.
La stagione 2007 fu più travagliata e dopo un cammino non facile riuscirono comunque a raggiungere la finale, dove persero contro i New York Pitbulls per 3-2.
In tale occasione la prestazione di Palaszewski fu negativa e venne sottomesso da Deividas Taurosevičius.
L'avventura in IFL terminò con altre due sconfitte patite contro Chris Horodecki e Jim Miller.

### World Extreme Cagefighting
Palaszewski esordi nell'organizzazione WEC il 3 dicembre 2008 con una vittoria su Alex Karalexis.
Proseguì con alti e bassi, ma ottenne un'importante vittoria contro il top fighter Anthony Pettis, seppur per pochi punti.

### Ultimate Fighting Championship
Nel 2011 con l'acquisto della WEC da parte dell'UFC Bart Palaszewski entra a far parte del roster dell'organizzazione guidata da Dana White.
Palaszewski termina così la sua carriera nella WEC con un record parziale di 4-3.
Esordisce il 29 ottobre 2011 con una vittoria per KO al primo round su Tyson Griffin; corona così il suo cinquantesimo incontro in carriera con il premio Knockout of the Night e la nomea di lottatore con i pugni pesanti.
A cavallo tra il 2011 e il 2012 Palaszewski era considerato dal sito specializzato Sherdog.com uno dei primi dieci pesi piuma al mondo, e ottenne la possibilità di salire ulteriormente di fama sfidando il fenomeno giapponese Hatsu Hioki: Palaszewski venne però sconfitto meritatamente dall'asiatico.
Sempre nel 2012 viene sconfitto ai punti anche dal kickboxer brasiliano Diego Nunes, altro top 10 di categoria.
Nel 2013 cade per la terza volta consecutiva venendo sottomesso dalla cintura nera di jiu jitsu brasiliano Cole Miller in un incontro che stava vedendo un Palaszewski dominante negli scambi in piedi; dopo tale sconfitta il lottatore polacco venne escluso dalla promozione.
Nel febbraio 2014 annunciò il suo ritiro dalle MMA.

### Risultati nelle arti marziali miste
| Risultato | Record | Avversario             | Metodo                           | Evento                                              | Data              | Round | Tempo | Città                               | Note                                              |
| --------- | ------ | ---------------------- | -------------------------------- | --------------------------------------------------- | ----------------- | ----- | ----- | ----------------------------------- | ------------------------------------------------- |
| Sconfitta | 36-17  | Cole Miller            | Sottomissione (rear naked choke) | The Ultimate Fighter 17 Finale: Faber vs. Jorgensen | 13 aprile 2013    | 1     | 4:23  | Las Vegas, Stati Uniti              |                                                   |
| Sconfitta | 36-16  | Diego Nunes            | Decisione (unanime)              | UFC on FX: Browne vs. Bigfoot                       | 5 ottobre 2012    | 3     | 5:00  | Minneapolis, Stati Uniti            |                                                   |
| Sconfitta | 36-15  | Hatsu Hioki            | Decisione (unanime)              | UFC 144: Edgar vs. Henderson                        | 26 febbraio 2012  | 3     | 5:00  | Saitama, Giappone                   |                                                   |
| Vittoria  | 36–14  | Tyson Griffin          | KO (pugni)                       | UFC 137: Penn vs. Diaz                              | 29 ottobre 2011   | 1     | 2:45  | Las Vegas, Stati Uniti              | Debutto in UFC                                    |
| Sconfitta | 35–14  | Kamal Shalorus         | Decisione (non unanime)          | WEC 53: Henderson vs. Pettis                        | 16 dicembre 2010  | 3     | 5:00  | Glendale, Stati Uniti               |                                                   |
| Vittoria  | 35–13  | Zach Micklewright      | KO (pugno)                       | WEC 50: Cruz vs. Benavidez 2                        | 18 agosto 2010    | 2     | 0:31  | Las Vegas, Stati Uniti              |                                                   |
| Vittoria  | 34–13  | Karen Darabedyan       | Sottomissione (armbar)           | WEC 47: Bowles vs. Cruz                             | 6 marzo 2010      | 1     | 4:40  | Columbus, Stati Uniti               |                                                   |
| Vittoria  | 33–13  | Anthony Pettis         | Decisione (non unanime)          | WEC 45: Cerrone vs. Ratcliff                        | 19 dicembre 2009  | 3     | 5:00  | Las Vegas, Stati Uniti              |                                                   |
| Vittoria  | 32–13  | Tyler Combs            | KO Tecnico (pugni)               | Xtreme Fighting Organization 32                     | 10 settembre 2009 | 2     | 3:48  | New Munster, Stati Uniti            |                                                   |
| Sconfitta | 31–13  | Anthony Njokuani       | KO Tecnico (pugni)               | WEC 40: Torres vs. Mizugaki                         | 5 aprile 2009     | 2     | 0:27  | Chicago, Stati Uniti                |                                                   |
| Sconfitta | 31–12  | Ricardo Lamas          | Decisione (unanime)              | WEC 39: Brown vs. Garcia                            | 1º marzo 2009     | 3     | 5:00  | Corpus Christi, Stati Uniti         |                                                   |
| Vittoria  | 31–11  | Alex Karalexis         | KO Tecnico (pugni)               | WEC 37: Torres vs. Tapia                            | 3 dicembre 2008   | 2     | 1:11  | Las Vegas, Stati Uniti              | Debutto in WEC                                    |
| Vittoria  | 30–11  | Jeff Cox               | KO Tecnico (pugni)               | Adrenaline MMA: Guida vs. Russow                    | 14 giugno 2008    | 2     | 3:07  | Chicago, Stati Uniti                |                                                   |
| Sconfitta | 29–11  | Jim Miller             | Decisione (unanime)              | IFL: New Jersey                                     | 4 aprile 2008     | 3     | 4:00  | East Rutherford, Stati Uniti        |                                                   |
| Sconfitta | 29–10  | Chris Horodecki        | Decisione (non unanime)          | IFL: World Grand Prix Semifinals                    | 3 novembre 2007   | 3     | 4:00  | Chicago, Stati Uniti                |                                                   |
| Sconfitta | 29–9   | Deividas Taurosevičius | Sottomissione (armbar)           | IFL: 2007 Team Championship Final                   | 20 settembre 2007 | 2     | 1:30  | Hollywood, Stati Uniti              | IFL 2007, Finale: Silverbacks vs Pitbulls         |
| Vittoria  | 29–8   | Harris Sarmiento       | Sottomissione (ghigliottina)     | IFL: 2007 Semifinals                                | 2 agosto 2007     | 3     | 1:06  | East Rutherford, Stati Uniti        | IFL 2007, Semifinale: Silverbacks vs Anacondas    |
| Vittoria  | 28–8   | John Strawn            | KO (pugno)                       | IFL: Chicago                                        | 19 maggio 2007    | 1     | 0:48  | Chicago, Stati Uniti                | IFL 2007, Silverbacks vs Bears                    |
| Vittoria  | 27–8   | John Gunderson         | Decisione (non unanime)          | IFL: Moline                                         | 7 aprile 2007     | 3     | 4:00  | Moline, Stati Uniti                 | IFL 2007, Silverbacks vs Lions                    |
| Sconfitta | 26–8   | Chris Horodecki        | Decisione (non unanime)          | IFL: Houston                                        | 2 febbraio 2007   | 3     | 4:00  | Houston, Stati Uniti                | IFL 2007, Silverbacks vs Anacondas                |
| Vittoria  | 26–7   | Ryan Schultz           | KO (pugno)                       | IFL: Championship Final                             | 29 dicembre 2006  | 3     | 2:16  | Uncasville, Stati Uniti             | IFL 2006/2, Finale: Silverbacks vs Wolfpack       |
| Vittoria  | 25–7   | Ivan Menjivar          | Decisione (non unanime)          | IFL: World Championship Semifinals                  | 2 novembre 2006   | 3     | 4:00  | Portland, Stati Uniti               | IFL 2006/2, Semifinale: Silverbacks vs Dragons    |
| Vittoria  | 24–7   | Marcio Feitosa         | Decisione (non unanime)          | IFL: Gracie vs. Miletich                            | 23 settembre 2006 | 3     | 4:00  | Moline, Stati Uniti                 | IFL 2006/2, Primo turno: Silverbacks vs Pitbulls  |
| Vittoria  | 23–7   | Steve Bruno            | KO (pugno)                       | IFL: Championship 2006                              | 3 giugno 2006     | 1     | 1:48  | Atlantic City, Stati Uniti          | IFL 2006/1, Finale: Silverbacks vs Sharks         |
| Vittoria  | 22–7   | John Shackelford       | KO Tecnico (pugni)               | IFL: Legends Championship 2006                      | 29 aprile 2006    | 2     | 1:31  | Atlantic City, Stati Uniti          | IFL 2006/1, Primo turno: Silverbacks vs Anacondas |
| Vittoria  | 21–7   | Jay Ellis              | Sottomissione (triangolo)        | XFO 10: Explosion                                   | 18 marzo 2006     | 1     | 1:43  | Lakemoor, Stati Uniti               |                                                   |
| Vittoria  | 20–7   | Wayne Weems            | KO Tecnico (pugni)               | KOTC: Redemption on the River                       | 17 febbraio 2006  | 1     | 1:11  | Moline, Stati Uniti                 |                                                   |
| Vittoria  | 19–7   | Kyle Brees             | Sottomissione (armbar)           | Xtreme Fighting Organization 8                      | 10 dicembre 2005  | 2     | 2:41  | Lakemoor, Stati Uniti               |                                                   |
| Vittoria  | 18–7   | Luke Spencer           | Sottomissione (ghigliottina)     | Gracie Fighting Challenge                           | 14 ottobre 2005   | 1     | -     | Columbus, Stati Uniti               |                                                   |
| Vittoria  | 17–7   | Kyle Watson            | KO (pugni)                       | Total Fight Challenge 4                             | 17 settembre 2005 | 1     | 0:25  | Hammond, Stati Uniti                |                                                   |
| Vittoria  | 16–7   | Josh Koon              | KO (pugni)                       | XFO 7: Outdoor War                                  | 27 agosto 2005    | 1     | 0:48  | Island Lake, Stati Uniti            |                                                   |
| Sconfitta | 15–7   | Clay Guida             | Decisione (unanime)              | XFO 6: Judgement Day                                | 25 giugno 2005    | 3     | 5:00  | Lakemoor, Stati Uniti               |                                                   |
| Vittoria  | 15–6   | Andrew Chappelle       | Decisione (unanime)              | SuperBrawl 40                                       | 30 aprile 2005    | 3     | 5:00  | Hammond, Stati Uniti                |                                                   |
| Vittoria  | 14–6   | Joe Jordan             | Decisione (unanime)              | Xtreme Fighting Organization 5                      | 19 marzo 2005     | 3     | 5:00  | Lakemoor, Stati Uniti               |                                                   |
| Vittoria  | 13–6   | Ryan Ackerman          | KO (pugni)                       | Madtown Throwdown 2                                 | 19 febbraio 2005  | -     | -     | Madison, Stati Uniti                |                                                   |
| Vittoria  | 12–6   | Luke Caudillo          | Sottomissione (ghigliottina)     | Combat: Do Fighting Challenge 2                     | 5 febbraio 2005   | -     | -     | Illinois, Stati Uniti               |                                                   |
| Vittoria  | 11–6   | Virgil Strzelecki      | KO (pugno)                       | XFO 4: International                                | 3 dicembre 2004   | 1     | 0:51  | McHenry, Stati Uniti                |                                                   |
| Sconfitta | 10–6   | Gesias Cavalcante      | Sottomissione (ghigliottina)     | IHC 8: Ethereal                                     | 20 novembre 2004  | 1     | 1:03  | Hammond, Stati Uniti                |                                                   |
| Vittoria  | 10–5   | Jay Estrada            | Sottomissione (triangolo)        | Xtreme Fighting Organization 3                      | 2 ottobre 2004    | 1     | 4:31  | McHenry, Stati Uniti                |                                                   |
| Vittoria  | 9–5    | Masayuki Okude         | KO (pugno)                       | Zst 6                                               | 12 settembre 2004 | 1     | 2:27  | Tokyo, Giappone                     |                                                   |
| Sconfitta | 8–5    | Kolo Koka              | Decisione (unanime)              | SuperBrawl 36                                       | 18 giugno 2004    | 3     | 3:00  | Honolulu, Stati Uniti               |                                                   |
| Vittoria  | 8–4    | Komei Okada            | KO Tecnico (pugni)               | SuperBrawl 35                                       | 16 aprile 2004    | 3     | 3:02  | Honolulu, Stati Uniti               |                                                   |
| Vittoria  | 7–4    | Tim Newland            | Sottomissione (armbar)           | XFO 1: The Kickoff                                  | 14 marzo 2004     | 1     | 4:47  | Fontana-on-Geneva Lake, Stati Uniti |                                                   |
| Vittoria  | 6–4    | Mark Long              | Sottomissione (armbar)           | Extreme Challenge 55                                | 5 dicembre 2003   | 1     | 1:39  | Lakemoor, Stati Uniti               |                                                   |
| Vittoria  | 5–4    | Jason Bender           | Decisione (unanime)              | IHC 6: Inferno                                      | 22 novembre 2003  | 2     | 5:00  | Lakemoor, Stati Uniti               |                                                   |
| Vittoria  | 4–4    | Jay Estrada            | KO Tecnico                       | Extreme Challenge 54                                | 12 ottobre 2003   | 3     | 3:23  | Lakemoor, Stati Uniti               |                                                   |
| Vittoria  | 3–4    | Tom Kirk               | Decisione (unanime)              | Extreme Challenge 51                                | 2 agosto 2003     | 3     | 5:00  | St. Charles, Stati Uniti            |                                                   |
| Vittoria  | 2–4    | Kendrick Johnson       | Sottomissione (pugni)            | Shooto: Midwest Fighting                            | 21 maggio 2003    | 1     | 2:10  | Hammond, Stati Uniti                |                                                   |
| Vittoria  | 1–4    | Carlos Armanqui Concha | Sottomissione (armbar)           | ICC 2: Rebellion                                    | 18 aprile 2003    | 2     | 3:40  | Minneapolis, Stati Uniti            |                                                   |
| Sconfitta | 0–4    | Darrell Smith          | Decisione                        | Freestyle Combat Challenge 9                        | 11 gennaio 2003   | 3     | 5:00  | Racine, Stati Uniti                 |                                                   |
| Sconfitta | 0–3    | Brian Szohr            | Decisione                        | TCC: Battle of the Badges                           | 13 aprile 2002    | 1     | 15:00 | Hammond, Stati Uniti                |                                                   |
| Sconfitta | 0–2    | Jim Bruketta           | Decisione                        | River Plex Rumble                                   | 9 marzo 2002      | 3     | -     | Peoria, Stati Uniti                 |                                                   |
| Sconfitta | 0–1    | Cole Escovedo          | Sottomissione (pugni)            | UA 1: The Genesis                                   | 27 gennaio 2002   | 1     | 2:10  | Hammond, Stati Uniti                |                                                   |